# Nie lubimy robić
Nie lubimy robić – singel polskiego producenta muzycznego Donatana. Wydawnictwo ukazało się 10 października 2012 roku nakładem wytwórni muzycznej Urban Rec w formie digital download. Gościnnie w utworze wystąpili raperzy Borixon i Kajman. Miksowanie i mastering kompozycji wykonał Teka. Do utworu powstał teledysk, który wyreżyserował Piotr Smoleński na podstawie scenariusza Donatana. Wideoklip został zrealizowany w Kujawsko-Dobrzyńskim Parku Etnograficznym w Kłóbce. W obrazie poza Borixonem i Kajmanem wystąpili także członkowie zespołu Percival.
18 kwietnia 2013 roku ukazał się maxi-signel  Nie lubimy robić (Remixy) na którym znalazło się dziesięć remiksów utworu tytułowego m.in. w wykonaniu DJ-a Creona, 101 Decybeli i Snake'a. Do remiksu w wykonaniu 101 Decybeli został zrealizowany teledysk, który wyreżyserowali Dariusz Szermanowicz i  Łukasz Tunikowski.

## Lista utworów
| Nr | Tytuł utworu       | Długość |
| -- | ------------------ | ------- |
| 1. | „Nie lubimy robić” | 3:18    |

| Nie lubimy robić (Remixy) | Nie lubimy robić (Remixy)               | Nie lubimy robić (Remixy) |
| Nr                        | Tytuł utworu                            | Długość                   |
| ------------------------- | --------------------------------------- | ------------------------- |
| 1.                        | „Nie lubimy robić (101 Decybeli Remix)” |                           |
| 2.                        | „Nie lubimy robić (DJ BRK Remix)”       |                           |
| 3.                        | „Nie lubimy robić (Gutjar Remix)”       |                           |
| 4.                        | „Nie lubimy robić (GPD Remix)”          |                           |
| 5.                        | „Nie lubimy robić (Ceha Remix)”         |                           |
| 6.                        | „Nie lubimy robić (DJ Creon Remix)”     |                           |
| 7.                        | „Nie lubimy robić (Matek Remix)”        |                           |
| 8.                        | „Nie lubimy robić (DonDe Remix)”        |                           |
| 9.                        | „Nie lubimy robić (ConcreteTune Remix)” |                           |
| 10.                       | „Nie lubimy robić (Snake Remix)”        |                           |

## Notowania
| Lista                        | Pozycja |
| ---------------------------- | ------- |
| Polish Top Airplay - nowości | 2.      |
| RMF MAXXX - Hop Bęc          | 14.     |
| Radio Eska - Gorąca 20       | 1.      |